# Geschiedenis van Noord-Afrika

De Maghreb landen

Dit is de gezamenlijke geschiedenis van het noordwestelijke deel van Afrika; Marokko, Algerije, Tunesië, Mauritanië en Libië beter gekend als de Maghreb. Vanwege de enorme Saharawoestijn ten zuiden van dit gebied is de geschiedenis van het gebied slechts beperkt verweven met de rest van Afrika.
De geschiedenis van Egypte is zo rijk en uitzonderlijk dat die in een ander artikel wordt beschreven.

## Prehistorie

### Capsien
Het Capsien (genoemd naar de stad Gafsa in Tunesië) was een Epipaleolithische tot vroeg-Neolithische cultuur van de Maghreb, die duurde van ongeveer 10.000 tot 6.000 v. Chr. De cultuur was geconcentreerd in het huidige Tunesië en Algerije, met sommige vindplaatsen tot in het zuiden van Spanje en Sicilië.

## Klassieke oudheid

### Carthago

#### Punische oorlogen
De door Feniciërs gestichte handelsstad Carthago handhaafde al ruim twee eeuwen een maritiem overwicht in het westelijk deel van het Middellandse Zeegebied. Deze suprematie werd wel vaak aangevochten door verschillende Griekse steden in Zuid-Italië. Carthago probeerde, met wisselend succes, ook zijn gezag te doen gelden over de Griekse steden op Sicilië. Tot 264 v.Chr. hadden Carthago en Rome elkaars invloedssferen niet aangetast en hadden de twee mogendheden over het algemeen bondgenootschappelijke betrekkingen met elkaar onderhouden. Deze betrekkingen waren vastgelegd in een verdrag. Het is bewaard gebleven in het oudste document dat we kennen uit de Romeinse geschiedenis. Toen Rome zijn "bescherming" wilde uitstrekken tot een troep Campaanse huurlingen die zich meester hadden gemaakt van de Siciliaanse stad Messina, kwam het echter tot een conflict, de Punische oorlogen. Rome voelde zich nu gedwongen om naast een sterk landleger ook een sterke oorlogsvloot op te bouwen.

#### Verwoesting van Carthago
Hannibal werd in 202 v.Chr. daar in de buurt beslissend verslagen in de Slag bij Zama Regia. De Carthagers moesten volgens een door de Romeinen opgelegd verdrag hun invloedssfeer beperken tot Noord-Tunesië en werden als het ware onder curatele van Rome gesteld. Dit werd niet door iedereen in Rome als voldoende beschouwd. Rome en Carthago waren sinds de traumatische jaren van Hannibal in Italië dodelijke rivalen, voor wie de Middellandse Zee te klein was. Senator Cato bleef tientallen jaren, tot zijn dood in 149 v.Chr., pleiten voor de verwoesting van Carthago.
De Derde Punische Oorlog, van 149 tot 146 v.Chr. was een grondige afrekening met een Carthaagse Republiek, die nog maar een schaduw van zijn vroegere macht had. Carthago werd met de grond gelijk gemaakt en er werd pas ruim een eeuw later een begin gemaakt met de herbouw, als hoofdstad van de Romeinse provincie Africa. Met uitzondering van twee diadochenrijken, het Seleucidenrijk, dat zich toen nog hoofdzakelijk tot Syrië beperkte, en het Egypte van de Ptolemaeën, was nu vrijwel het gehele Middellandse Zeegebied ofwel door Rome geannexeerd als "provincia", ofwel Romeinse vazalstaat.

### Numidië
Uit dankbaarheid voor zijn steun tijdens de Punische oorlogen kreeg Massinissa een koninkrijk van de Romeinen, Numidië. Na de dood van Micipsa, de zoon van Massinissa, werd het rijk in drie verdeeld. Er brak een troonstrijd uit en Jugurtha executeerde zijn neef, samen met de vele Romeinen die de stad verdedigden. Dat ging Rome te ver. De executies van Romeinen leidde ertoe dat de Romeinse Senaat de oorlog verklaarde aan Numidië in 112 v.Chr., de oorlog tegen Jugurtha. De Romeinen versloegen Jugurtha. De oorlog vormde een belangrijke fase in de Romeinse onderwerping van Noord-Afrika, maar Numidië werd pas een provincie van Rome in 46 v.Chr

### Mauretania
De Romeinse generaal Lucius Cornelius Sulla wist Bocchus I ervan te overtuigen de kant van de Romeinen te kiezen en zijn schoonzoon Jugurtha aan de Romeinen uit te leveren. Bocchus sloot een vriendschapsverdrag met de Romeinen, waardoor hij Mauretania feitelijk tot een Romeinse vazalstaat maakte. Als dank voegden de Romeinen het westen van Numidië, waarover Jugurtha geheerst had, toe aan Mauretania.
In 44 na Chr. lijfden de Romeinen het gebied in bij het Romeinse Rijk, waarbij hij het verdeelde in twee provinciae. Het westelijk deel van Mauretania werd de provincia Mauretania Tingitana, het oostelijk deel Mauretania Caesariensis. Daarbij hanteerde men dezelfde grens die Bocchus I eerder had aangebracht toen hij het koninkrijk onder zijn zoons verdeelde.

### Romeinse Rijk

#### Africa Proconsularis
Julius Caesar annexeerde delen van Numidia rond de provincia Africa onder de naam Africa Nova (45 v.Chr.). Caesar stichtte er ook de eerste officiële colonia, onder meer boven de ruïnes van Carthago.

#### Limes Tripolitanus
Keizer Septimius Severus beslechtte de oorlog met de Garamanten met de aanleg van de Limes Tripolitanus, een gordel van verdedigingstorens, gestandaardiseerde kampen voor hulptroepen (castella) en legioenbases (castra) (202).

#### Diocees Africa
De aanzet van de bestuurlijke hervormingen in het Romeinse Rijk begon met Diocletianus en zijn Tetrarchie, het opsplitsen van het rijk in vier delen. Constantijn de Grote zette die hervormingen verder in praefectura praetorio, die op hun beurt verdeeld werden in dĭœcēsĭs. Het Diocees Africa behoorde de praefectura praetorio Italiae et Africae

### Vandaalse verovering
De geschiedenis van de Vandalen tot aan koning Genserik is het een verhaal van een volk op de vlucht. Hun oorsprong ligt in Noord-Europa en ze werden meegevoerd als gevolg van de Grote Volksverhuizing door heel Europa tot ze in de provincia Hispania Baetica belandden (422) onder leiding van hun koning Gunderic, achterna gezeten door de Visigoten. Met hulp van comes Bonifatius kon Genserik met de resterende (ongeveer 80.000) Vandalen de oversteek maken naar Tanger in 429. De bedoeling van Bonifatius was om de Vandalen naar Mauretania te sturen, maar zodra zij over Straat van Gibraltar waren, wezen ze elke vorm van controle af en marcheerden ze al plunderend oostwaarts, richting Carthago. Na de verovering van Carthago (439) werd dit de hoofdstad van het Vandaalse rijk.

## Byzantijnse Rijk

### Vandaalse Oorlog
Bijna honderd jaar later bestond het West-Romeinse Rijk niet meer. Keizer Justinianus I van het Byzantijnse Rijk had het ambitieuze plan om de Mare Nostrum te herstellen en de piraten van de Middellandse Zee, eens en vooral te vernietigen.
De Vandaalse Oorlog duurde in totaal twee jaar, waarna de Byzantijnen het Vandaalse Rijk veroverden. Er vonden twee grote veldslagen plaats, de Slag bij Ad Decimum en de Slag bij Tricameron, beide onder leiding van generaal Belisarius en beide door de Byzantijnen gewonnen.

### Prefectuur Africa
De heroverde gebieden werden gehergroepeerd onder de Prefectuur Africa

### Exarchaat Afrika
Het exarchaat Afrika of het exarchaat Carthago, verwijzend naar de hoofdstad, was de naam van een administratief gebied van het Byzantijnse Rijk. Het omvatte Noord-Afrika en de bezittingen van het exarchaat in de westelijke Middellandse Zee. Het werd bestuurd door een exarch of onderkoning. De opdeling samen met het exarchaat Ravenna werd ingevoerd door keizer Mauricius in de late 580s en bleef bestaan tot de islamitische veroveringen in de 7de eeuw.

## Arabische Rijk

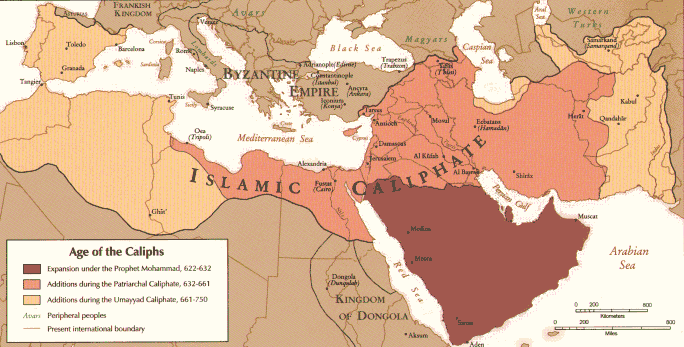
Arabische Rijk in de 7e eeuw

Tegen 642 had de Omajjaden, Egypte veroverd. Drie invasies waren nodig om Noord-Afrika te veroveren. De eerste twee werden afgebroken wegens interne ruzies. In 698 veroverde generaal Hasan ibn al-Nu'man, Carthago, wat kan worden beschouwd als het einde van het exarchaat Afrika. Noord-Afrika werd in drie provincies ingedeeld: Egypte, Ifriqiya en Maghreb met als hoofdstad Tanger. De Arabieren onder Musa bin Nusayr zetten hun opmars verder en tegen 711 hadden ze bijna geheel Spanje en Portugal veroverd. (zie Al-Andalus).
Na de Grote Berberopstand en de opheffing van de Omajjaden-dynastie in 750 ontstonden er in Noord-Afrika autonome regio's. De Idrisiden in het westen, de Rustamiden in het midden en de Aghlabiden in het oosten. Vooral de laatste zijn berucht omdat ze Sicilië en een deel van Zuid-Italië veroverden, het Emiraat Sicilië.

## Kalifaat van de Fatimiden
De Fatimiden behoorden tot de sjiitische islam. Zij erkenden de (soennitische) Abbasidische kalief in Bagdad niet en vormden zo een soort tegenkalifaat. In 909 begonnen zij met de verovering van Noord-Afrika met Raqqada als hoofdstad.
In 969 veroverden ze Egypte en stichtten een nieuwe hoofdstad, al-Qahira oftewel Caïro.

## Almoraviden
De Berberse Almoraviden verenigden in de 11e eeuw voor het eerst het huidige Marokko en zij stichten de beroemde hoofdstad Marrakesh. Onder hun bewind zou het land voor het eerst bekend komen te staan als Marokko. Na de val van Toledo in 1085, zullen zij het zuiden van Iberië controleren.

## Almohaden

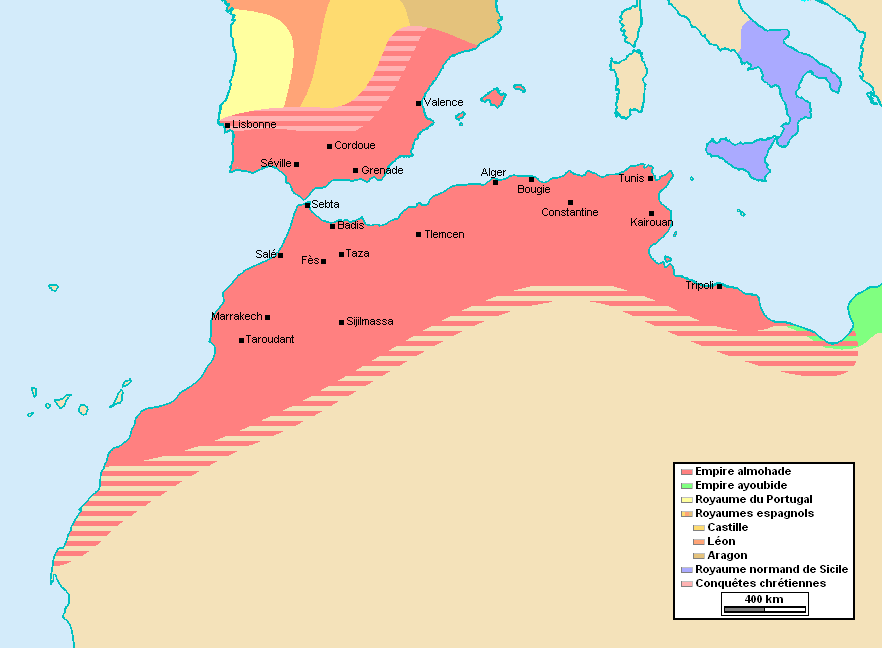
Het kalifaat der Almohaden.

In 1147 veroverden de  Almohaden, een Berberse moslimdynastie, de stad Marrakesh en maakten hier de hoofdstad van hun rijk van. In twee veldtochten (1151–1152 en 1159) veroverde Abd al-Mu’min ook Ifrikija en zijn gezag strekte zich uit tot in Tripolitanië en Cyrenaica. Zo bracht hij alle Maghrebijnse volkeren onder één heerschappij.
Ondertussen intervenieerde hij met succes in Spanje en Portugal, waar de Andalusische emirs sinds de val van de Almoraviden een zelfstandige politiek voerden en de christenen gebieden veroverden. Hij nam Sevilla (1147), Córdoba en Jaén (1148), Málaga (1153), Granada (1154) en Almería (1157) in. Abd al-Mu’min ontpopte zich als een groot organisator en administrator. Hij herstelde de orde en breidde de vloot uit.
Na de dood van kalief Abu Mohammed Abdallah al-Adil ontstond onder de Almohaden een burgeroorlog, waarop het land uiteenviel.

## Drie dynastieën

Maghrebijnse rijken in de 15de eeuw.

In 1229 ontstond de dynastie van de Hafsiden (Tunesië), in 1235 de dynastie van de Zianiden (Algerije) en in het thuisland (Marokko) kwamen de Meriniden in 1244 aan de macht.
De Hafsiden kregen in 1270 plots te maken met de Achtste Kruistocht onder leiding van Lodewijk IX van Frankrijk. De bedoeling was om via de Carthagoroute, het Mammelukkensultanaat Caïro in het hart te treffen en zo het Heilig land te heroveren.
Door de centrale ligging van Zianiden in de Maghreb, ingeklemd tussen twee veel machtigere staten, speelde het een grote rol in de strijd tussen de beide buurlanden. Het rijk werd tweemaal voor een korte periode bezet door de Meriniden (van 1337 tot 1348 en van 1352 tot 1359). Gedurende de 15e eeuw was het een vazalstaat van de Hafsiden.
De Wattasiden namen in 1465 tijdens een opstand in Fes de macht over van de laatste Meriniden sultan.

## Habsburgs-Ottomaanse rivaliteit
Tussen circa 1510 en 1560 werd er tussen het Habsburgse Rijk en het Ottomaanse Rijk een bittere strijd gestreden om de suprematie in de Middellandse Zee. Deze periode is tegenwoordig beter gekend onder de term "de Barbarijse zeerovers". De havensteden aan de Noord-Afrikaanse kust speelden hierin een grote rol. Algiers (1516), Tunis (1534) en Tripoli (1551) kwamen onder Osmaanse controle.

## Ottomanen
Libië werd in 1551 door de Ottomanen veroverd, Algerije in 1556 en Tunesië in 1574. In Marokko werd de Wattasidische dynastie vervangen door de Saadidynastie in 1554, die op hun beurt werden vervangen door de Alaoui-dynastie, de huidige regerende koninklijke familie, in 1669.

## Onder Europese dominantie

### Frans-Algerije
Begin 19de eeuw werden de Ottomaanse provincies zo goed als autonoom geregeerd door een gouverneur. De dey van Algiers stond gekend als schatrijk. De Franse schatkist was na de napoleontische oorlogen leeg. De Zeeslag bij Navarino (1827) luidde de teloorgang in van het Ottomaanse Rijk. Een uitgelokt incident was een casus belli om het land binnen te vallen (1830) en de dey zijn rijkdom afhandig te maken..
Gedurende de grootste periode van het bestaan van Frans-Algerije (van 1848 tot aan de onafhankelijkheid) werd het gebied niet bestuurd als een Franse kolonie, maar als een integraal onderdeel van Frankrijk. Toch had het altijd een apart statuut en zetelde er in Algiers een gouverneur-generaal of een andere vertegenwoordiger van de Franse staat, die bevoegd was voor het hele gebied.

### Verovering van Tunesië
De nederlaag van de Fransen na de Frans-Pruisische Oorlog kwam hard aan. Frankrijk verloor niet alleen Elzas-Lotharingen, maar moest ook een schadeloosstelling betalen van 5 miljard goudfranken. Tunesië een buurland van Frans-Algerije had zich door de jaren heen ferm in de schulden gestoken. Frankrijk kon de terugbetaling van die schuld goed gebruiken. Tijdens het Congres van Berlijn in 1878 ontstond er een discussie tussen de Britten en de Fransen over Noord-Afrika. De Duitsers hakten de knoop door, de Britten kregen Cyprus en de Fransen kregen het Protectoraat over Tunesië. Intussen had ook Italië zijn oog laten vallen op Tunesië en was Frankrijk genoodzaakt het land in 1881 te veroveren.

### Frans-Marokko
De Marokkaanse sultan Abdelhafid had enorme bedragen geleend bij Europese banken om zijn land te moderniseren. Deze leningen brachten de Marokkaanse economie onder Europese controle. Toen Frankrijk in 1904 aanspraak maakte op Marokko, leidde dat tot de Eerste Marokkaanse Crisis met Duitsland. Er werd toen besloten om Marokko ongemoeid te laten.
Na een opstand, die in 1911 in de stad Fez uitbrak, besloot Frankrijk om troepen naar de stad te sturen, formeel om landgenoten te beschermen. Als reactie stuurde Duitsland in 1911 het oorlogsschip SMS Panther naar Agadir. De Tweede Marokkaanse Crisis leidde tot onderhandelingen tussen de Europese mogendheden. Het resultaat was het Verdrag van Fez, dit akkoord, dat op 30 maart 1912 werd ondertekend, leidde tot het Franse protectoraat over Marokko.

### Italiaans-Libië
Italië sloot in 1902 een overeenkomst met Frankrijk, die inhield dat Frankrijk Italië de vrije hand liet in de in Noord-Afrika gelegen Ottomaanse provincie Tripolitanië in ruil voor een soortgelijke verklaring van Italië ten aanzien van Marokko. Toen Marokko in de zomer van 1911 inderdaad een Frans protectoraat geworden was, verklaarde Italië op 25 september 1911 het Ottomaanse Rijk de oorlog. Met de Vrede van Lausanne (1912) stemde het Ottomaanse Rijk in met de creatie van Italiaans-Libië.

### Spaans-Marokko
Het Verdrag van Fez, die een einde maakte aan de Tweede Marokkaanse Crisis, hield ook rekening met de Spaanse verzuchtingen. Spanje eigende zich een deel van de Middellandse Zee-kust toe, tussen de steden Ceuta en Melilla en het achterliggende Rifgebergte, Spaans-Marokko. In 1921 scheurde het Rifgebergte zich af en Abd-el-Krim riep de onafhankelijkheid uit. Spaanse en Franse soldaten onder bevel van maarschalk Pétain, wisten de opstand in 1926 te onderdrukken. In 1924 werd de kolonie Spaanse Sahara opgericht.

## Tweede Wereldoorlog
In september 1940 tijdens de Slag om Engeland vielen Italiaanse troepen Egypte binnen. In december 1940 had de Italiaanse dictator Benito Mussolini de hulp van Duitsland nog weggewuifd. De krijgskansen keerden in Noord-Afrika echter snel met de Britse Operatie Compass, zodat Mussolini in januari 1941 alsnog om hulp van de Duitsers moest vragen. Mussolini vroeg aan Hitler of hij een tankdivisie wilde sturen ter ondersteuning van de Italiaanse troepen. Hitler zag het gevaar van een Britse overmacht in Noord-Afrika en besloot daarom met tegenzin een divisie tanks naar de woestijn te sturen, hoewel hij de "zandbak" in Afrika strategisch onbelangrijk vond in vergelijking met de strijd tegen Groot-Brittannië en de Sovjet-Unie. Onder leiding van Erwin Rommel en zijn Afrikakorps begon in februari 1941 de Operatie Sonnenblume.
Rommel rukte nu verder op naar het oosten, richting Suezkanaal. De Britten trokken zich terug naar de strategische plaats El Alamein. De Tweede Slag bij El Alamein onder Bernard Montgomery was een keerpunt in de oorlog. De Duits-Italiaanse troepen trokken zich terug richting Libië en Tunesië. Een gezamenlijke Brits-Amerikaanse militaire samenwerking, onder de naam Operatie Torch betekende het einde van de Noord-Afrikaanse Veldtocht. Op 13 mei 1943 gaven de laatste troepen as-strijdkrachten in Noord-Afrika zich over.

## Dekolonisatie
Daarna begon de verovering van Italië. Met de capitulatie van Italië eindigde het Italiaans imperium. Libië werd door Engelse en Franse troepen bezet en op 1 januari 1952 onafhankelijk. Het koninkrijk Libië werd gesticht met Idris I als koning. In 1954 brak de Algerijnse Oorlog uit en in 1956 werden Marokko en Tunesië onafhankelijk. Koning Hassan II van Marokko en Habib Bourguiba in Tunesië kwamen aan de macht. Algerije werd in 1962 onafhankelijk.

## Militairen aan de macht
In 1965 greep Houari Boumédienne de macht in Algerije en in 1969, Moammar al-Qadhafi in Libië. Qadhafi was geïnspireerd door Gamal Abdel Nasser, de Egyptische president die een groot voorstander was van Arabische eenheid. Qadhafi streefde van het begin af aan naar een groot-Arabische staat. In 1972 kwam een "Federatie van Arabische Republieken" tot stand. Deze federatie bestond naast Libië uit Egypte en Syrië. Spoedig bleek deze federatie een dode letter, niet in de laatste plaats vanwege de vraag wie de leider ervan zou moeten zijn. Na het mislukken van deze eerste poging ging Qadhafi's Libië een federatie aan met het Tunesië van Habib Bourguiba (1974). Ook deze federatie was geen succes, want tussen Qadhafi en Bourguiba ontstonden spanningen.
Qadhafi zag zich niet alleen als leider van Libië, maar ook als leider van de gehele Arabische wereld. Zo steunde hij met name in de jaren zeventig en tachtig de PLO (Palestijnse Bevrijdingsorganisatie) en andere terroristische groeperingen. De steun aan de PLO - in de vorm van wapens en trainingskampen - werd groter nadat de Egyptische president Sadat in 1979 een vredesverdrag met Israël had gesloten. Qadhafi werd de grote vijand van Sadat. De steun die de PLO voorheen kreeg van Egypte, kwam vanaf dat moment van Libië. Qadhafi verbrak de betrekkingen met Sadat en steunde de extreemlinkse en de fundamentalistische oppositie in Egypte. Nu de betrekkingen met Egypte waren verslechterd, zocht Libië steun bij de Sovjet-Unie, een land dat hij voorheen altijd had bekritiseerd. De Sovjet-Unie leverde vanaf 1979 de destijds zeer moderne MiG-25-vliegtuigen.
Strijd om de Westelijke Sahara. Het Internationaal Gerechtshof in Den Haag bepaalde in 1975, dat de Westelijke Sahara gedekoloniseerd diende te worden, waarbij het zelfbeschikkingsrecht van de lokale bevolking voorop stond. Het Polisario beschouwde de uitspraak als een overwinning, omdat het de weg leek te effenen naar een onafhankelijke staat voor de Sahrawi. Koning Hassan II van Marokko begreep de uitspraak anders. Immers, het Hof had bevestigd dat er historische banden tussen de sultan en de Westelijke Sahara bestonden, en in Hassans ogen rechtvaardigden deze banden een aanspraak op het gebied. De Westelijke Sahara Oorlog brak uit en zal duren tot 1991.
Na een geweldloze staatsgreep kwam Zine El Abidine Ben Ali in 1987 aan de macht in Tunesië. Minder geweldloos ging het eraan toe in Algerije. Het begon met het bloedig neerslaan van de oktoberopstanden in 1988, tegen de eenheidspartij FLN. Dit was de voorbode voor de Algerijnse Burgeroorlog (1991-2002).
Na de terroristische aanslagen op 11 september 2001 in de Verenigde Staten was Qadhafi de eerste Arabische leider die de aanslagen afkeurde en tevens Al Qaida afwees. In Algerije bleef het vuur smeulen en het land werd een broedhaard van het islamitisch terrorisme. In 2006 sloot de GSPC zich aan bij het wereldwijde terroristennetwerk van Al Qaida en veranderde haar naam toen in "Al Qaida in de Islamitische Maghreb" (AQIM).

## Arabische Lente
Na 2011 werd het opnieuw onrustig in de regio. Oorzaken voor de protesten verschillen van land tot land. De meest genoemde oorzaken zijn onderdrukking, oneerlijk verlopen verkiezingen, corruptie, prijsstijgingen, gebrek aan politieke vrijheid en werkloosheid, vooral de jeugdwerkloosheid. In diverse demonstraties uiten onderdanen van Arabische regimes hun onvrede en stellen ze hun zittende regeringen verantwoordelijk.
Het incident dat de vlam in de pan deed slaan was de zelfverbranding van de Tunesische straatverkoper Mohammed Bouazizi, op 17 december 2010, uit protest tegen de inbeslagneming van zijn handelswaren en de vernederingen die hij onderging door toedoen van een vrouwelijke politieagent. Dit leidde tot massale protesten en de val van de Tunesische regering. De instabiliteit sloeg  over naar andere landen, Opstand in Libië, Protesten in Algerije en Protesten in Marokko.
Geschiedenis van:
Algerije · Angola · Benin · Botswana · Burkina Faso · Burundi · Centraal-Afrikaanse Republiek · Comoren · Congo-Brazzaville · Congo-Kinshasa · Djibouti · Egypte · Equatoriaal-Guinea · Eritrea · Ethiopië · Gabon · Gambia · Ghana · Guinee-Bissau · Guinee-Conakry · Ivoorkust · Kaapverdië · Kameroen · Kenia · Lesotho · Liberia · Libië · Madagaskar · Malawi · Mali · Marokko · Mauritanië · Mauritius · Mozambique · Namibië · Niger · Nigeria · Oeganda · Rwanda · Sao Tomé en Principe · Senegal · Seychellen · Sierra Leone · Soedan · Somalië · Somaliland · Swaziland · Tanzania · Togo · Tsjaad · Tunesië · Westelijke Sahara · Zambia · Zimbabwe · Zuid-Afrika · Zuid-Soedan
Noord-Afrika · West-Afrika